# Chrononauts
Chrononauts è una miniserie a fumetti statunitense di 4 numeri, scritta da Mark Millar e disegnata da Sean Gordon Murphy, pubblicata nel 2015 dalla Image Comics per l'etichetta Millarworld.
L'opera, di genere fantascientifico, racconta il primo viaggio nel tempo compiuto dall'uomo e trasmesso in diretta televisiva. La missione incontra però degli imprevisti e dimostra come possa essere pericoloso affrontare un'impresa così rivoluzionaria e piena di incognite.
Dopo appena due giorni dall'uscita del primo albo della miniserie, la Universal Pictures ha annunciato di averne rilevato i diritti per un adattamento cinematografico.

## Trama
La premessa della storia è lo sviluppo di una macchina del tempo in un futuro a noi vicino. Gli scienziati che stanno sviluppando il progetto sanno di essere vicino all'obbiettivo grazie alla scoperta di anacronismi temporali. Nella scena di apertura viene per esempio ritrovato un F-14 Fighter in un tempio antico di 6.000 anni in Turchia, al quale si aggiungono la scoperta di altri oggetti dislocati in epoche a cui non appartengono. La prima missione di viaggio nel tempo viene effettuata mandando un satellite nell'orbita terrestre dell'anno 1863 e gli viene così permesso di filmare dall'alto la Battaglia di Gettysburg tra gli schieramenti nordisti e sudisti durante la Guerra civile americana. Il progetto non è tenuto segreto, ma anzi viene reclamizzato a livello mondiale e le immagini arrivate dal passato sono trasmesse in televisione. Diciotto mesi dopo il team di scienziati, capitanati da Corbin Quinn e Danny Reilly sono pronti alla prima missione umana nel continuum spazio temporale. L'obbiettivo è fare da testimoni allo sbarco di Cristoforo Colombo in quelle terre che saranno le Americhe. Il tutto deve avvenire trasmettendo un segnale avanti nel tempo così che si possa trasmettere l'evento in diretta mondiale. Apparentemente non vi è alcuna preoccupazione per il rischio di creare un paradosso temporale e il tutto sembra vissuto come un grande reality show. Il team di viaggiatori temporali (ovvero i chrononauts) sono Corbin e Danny, devono indossare delle chronotute (o chronosuits) e passare attraverso un portale che è identico a quello visto nel film Stargate (poi serie televisiva e vari spin-off)..
Il primo salto temporale non procede come previsto e si perdono le tracce di Corben che viene però ritrovato a Samarcanda nel 1504 da Danny. Nonostante ci siano solo voluti 40 minuti per ritrovarlo, per Corben sono passati 4 anni e lui li ha sfruttati per rubare tecnologia attraverso il tempo e fondare a Samarcanda un suo regno, incurante dei possibili paradossi temporali. Si giustifica di fronte a Danny sostenendo che è stanco di essere logico e ora vuole agire d'impulso e soddisfare i suoi desideri. Il problema è che sta giocando con la linea temporale e mostra al suo incredulo compagno come si sia preso un appartamento a Parigi nel 1961, si sia fatto eleggere Faraone nell'Antico Egitto, sia diventato un signore feudale nel Giappone del 1220 e abbia accumulato una fortuna comprando azioni dopo il crollo di Wall Street del 1929. Danny non è sconvolto da queste manipolazioni temporali ma è ansioso di farne parte e così si fa portare a vedere i Dinosauri 65 milioni di anni fa, la nascita di Gesù, e trova pure il tempo di aiutare gli scozzesi del XIV secolo a vincere la loro guerra d'indipendenza contro gli inglesi.
Queste interferenze temporali non sembrano però aver alterato il presente da cui Richard e Danny sono arrivati e come prevedibile viene assemblato un team di recupero che catturi i due viaggiatori ormai fuori controllo. A capo dell'operazione viene messo Mannix, un militare determinato ad eliminare la loro minaccia dal flusso temporale. I due vengono quasi catturati ma riescono a tornare a Samarcanda dove però hanno una brutta sorpresa: il generale Sarvar (un generale dell'epoca) ha capito che il potere del suo governante viene dalle tute temporali che indossa e ora se ne vuole appropriare per prendere lui il comando. Inspiegabilmente Sarvar lascia vivo Quinn abbandonandolo nel deserto e tiene prigioniero Danny per farsi spiegare sotto tortura come possano funzionare i dispositivi temporali. Questo lascia la possibilità a Quinn di ritrovare una tuta temporale e viaggiare nel tempo per raggruppare un esercito formato da Vichinghi dall'anno 812, Spartani del 431 a.C., soldati francesi della prima guerra mondiale, centurioni romani dell'epoca repubblicana e soldati cinesi del Celeste Impero. Non viene data nessuna spiegazione di come possa assemblare una tale armata, ma oltre a quest'impresa riesce a portarli a Samarcanda pochi attimi prima di essere stato esiliato e sferra un attacco. Il risultato è prevedibile: Savar e i suoi ribelli uccisi e Danny salvato prima di essere torturato a morte.

## Personaggi
- Corbin Quinn: è la mente dietro il progetto dei viaggi nel tempo. Si lamenta della sua vita emotiva in quanto è stato lasciato da Rachel, la donna che ama[5]. Apparentemente questo è il principale motivo che lo spingerà a voler sfruttare i viaggi temporali per appagare i suoi istinti e desideri adolescenziali infischiandosene del continuum spazio-temporale[5]. Un'altra delle ragioni con cui si giustifica è l'alcolismo di cui soffriva il padre per ragioni tra l'altro non chiarite[5]. Il suo miglior amico e compagno di scorribande nel tempo è Danny[5].
- Danny Reilly: viene scelto come partner di Richard nella missione del viaggio nel tempo. Il suo carattere egocentrico e irresponsabile non aiuteranno il buon esito dell'impresa[5]. Danny, ancora più di Corbin è un personaggio bidimensionale che sembra rappresentare lo stereotipo del male action hero e non subisce di fatto nessuna evoluzione nell'arco della storia[3]. Entrambi i protagonisti sembrano usciti da un cartone animato e questo rende li rende invulnerabili agli occhi del lettore[3].
- Sarvar: rimane per 4 anni un fedele servitore del nuovo re di Samarcanda, cioè Corbin Quinn[5]. Prima però è stato generale nell'esercito dei Shaybanidi[7], allora guidato da Shayboni Khan. Non viene spiegato come Corbin abbia preso il suo posto come reggente di Samarcanda ma evidentemente l'uso della tecnologia lo ha aiutato. Sarvar pianifica di impossessarsi di queste meraviglie e usurpare per lui il trono[7].
- Mannix: è il capo della sicurezza dei viaggi nel tempo ed è colui che viene incaricato di catturare Corbin e Danny quando cominciano ad utilizzarne la tecnologia a scopi personali[6]. Ci viene presentato come un uomo determinato nel suo lavoro e astioso nei confronti dei due protagonisti[6]. Apparentemente muore oltre sessanta milioni di anni fa schiacciato da un dinosauro dopo aver inseguito invano i fuggitivi attraverso il tempo[7]. Nel finale si scopre che la sua storia è stata alterata quando Quinn decide di riparare ai suoi errori e ora si trova ad essere sposato con la donna di cui si era invaghito Danny[7].

## Citazioni e riferimenti
- Durante la conferenza stampa di presentazione della macchina del tempo, Corbin indica i prototipi di modelli precedenti reputati non pratici e ingombranti[8]. Tra queste vi è una DeLorean DMC-12 come quella utilizzata nella trilogia di Ritorno al futuro di Robert Zemeckis[8]. Al suo fianco si vede una macchina del tempo identica a quella del film L'uomo che visse nel futuro, ispirato al romanzo The Time Machine di H.G. Wells[8]. Sullo sfondo si nota anche una cabina telefonica che ricorda nella sagoma il Tardis della serie televisiva britannica Dottor Who[8].
- Durante i suoi viaggi nel tempo Danny appaga il suo sogno adolescenziale di essere un grande esponente della musica e scrittore[6]. Lo si vede quindi scacciare Morrissey dal gruppo The Smiths nel 1986[6], questo un anno prima di quanto poi è accaduto nel 1987. Inoltre è famoso per aver creato (perché già le conosceva) le canzoni dei Beatles, di aver scritto i romanzi di Harry Potter (con un decennio di anticipo) e di aver ideato per la televisione la serie Breaking Bad[6]. Questo però negli anni ottanta e non nei duemila come poi è avvenuto grazie a Vince Gilligan.

## Realizzazione
Inizialmente Chrononauts non nasce come storia per una serie a fumetti ma è un'idea che Mark Millar propone al regista Ridley Scott per un film di fantascienza. Scott la trova interessante e gli suggerisce di provare a realizzare un cortometraggio di cui lo stesso Millar sia sceneggiatore e regista. Il progetto prevedeva la raccolta di 100.000 dollari per poter realizzare un cortometraggio di 15 minuti da distribuire poi gratuitamente online. A detta di Millar non riuscì a trovare i finanziamenti e fece cadere l'iniziativa. Qualche anno dopo (nel 2014) un suo contatto alla Universal Pictures gli svela che gli studios vorrebbero realizzare un film in stile buddy-movie con protagonisti Chris Pratt e Chris Hemsworth. Millar ripesca lo script per Chrononauts e cerca di rimodellarlo su questa premessa. In attesa che arrivi l'approvazione della Universal, decide di realizzarne un fumetto con il disegnatore Sean Murphy e lo pubblica nel 2015 per la sua etichetta Millarworld. La Universal dichiara di averne i diritti due giorni dopo l'esordio del primo albo della miniserie a fumetti ma l'intenzione di produrne un lungometraggio di fantascienza rimane nel limbo, permettendo che nel 2017 la piattaforma in streaming a pagamento Netflix ne acquisisca i diritti per un eventuale adattamento in film o serie tv. Questo perché Chrononauts rientra nel catalogo di titoli che divengono proprietà di Netflix quando questa compra il Millarworld divenendo l'editore.
Di base l'approccio alla storia riflette la necessità di creare un'opera che presenti diverse scene d'azione e rocambolesche avventure attraverso le epoche. Questo perché si puntava a creare la storia su cui costruire un film sci-fi d'azione per la Universal. La necessità che fosse un buddy-movie spiega poi il rapporto goliardico tra Corbin e Danny, dipinti come due vecchi compari in cerca di divertimento piuttosto che due brillanti scienziati alle soglie di una missione epocale per l'umanità. Nonostante questo Millar vuole rimanere radicato al presupposto narrativo che (a suo dire) caratterizza tutta la sua produzione a fumetti a partire dal suo lavoro su The Ultimates per la Marvel Comics (quindi dal 2002). Tale presupposto prevede di ancorare gli elementi fantastici o fantascientifici delle sue opere al "real world", ovvero il mondo reale nel quale si vive.  Ad esempio l'autore cita Kick-Ass per il genere supereroistico, The Secret Service per le spy-story e The Magic Order per le storie sui Maghi e l'esoterismo. Infatti se si guarda a Chrononauts, il progetto per costruire un mezzo per viaggiare nel tempo coinvolge un'enorme struttura governativa e privata che vi ha dovuto investire miliardi di dollari e un numeroso team di persone dedite al suo sviluppo. Non siamo in un contesto come quello della trilogia cinematografica di Ritorno al futuro dove Doc Brown costruisce una macchina del tempo nel suo garage usando una DeLorean DMC-12. Il presupposto di Robert Zemeckis non è verosimile così come non lo è quello del film L'uomo che visse nel futuro (basato sul romanzo di H.G. Wells) dove il protagonista si costruisce in cantina un marchingegno per viaggiare nel tempo. Millar non trova questi presupposti credibili e cerca quindi di adattare a questo genere la sua «usual logic» per costruire un racconto che sia un «time-travel in the real world» (ovvero un viaggio nel tempo nel mondo reale).

## Edizione italiana
L'edizione per l'Italia è a cura della Panini Comics che la pubblica all'interno della collana Millarworld Collection. L'intera miniserie è raccolta in un unico volume cartonato di 120 pagine a colori, distribuito il 29 settembre 2016.
- Mark Millar (testi e co-creatore) - Sean Murphy (disegni e co-creatore), Millarworld Collection - Chrononauts n.1, 17X26, Cartonato, 120 pp., col., Panini Comics, Modena, 29 settembre 2016. ISBN 9788891221735